# Athripsodes bilineatus
Athripsodes bilineatus är en nattsländeart som först beskrevs av Carl von Linné 1758.  Athripsodes bilineatus ingår i släktet Athripsodes och familjen långhornssländor. Utöver nominatformen finns också underarten A. b. aegeus.